# 擬態新雀鯛
擬態新雀鯛（學名：Neopomacentrus fallax），是輻鰭魚綱鱸形目雀鯛科新雀鯛屬的其中一種，分布於西印度洋莫三比克海域，深度3至12公尺，本魚體呈橢圓形且側扁，吻短且圓鈍，具頷齒，體被櫛鱗，尾鰭深叉形，上下葉延伸呈絲狀，體色深灰色，胸鰭有3個紫羅蘭色的斑點，眼睛上方、鰓蓋骨亦具有紫羅蘭色斑點，背鰭硬棘13枚、背鰭軟條11枚、臀鰭硬棘2枚、臀鰭軟條11-12枚，體長可達10公分，棲息在珊瑚礁區，以浮游生物為食，繁殖期時成對出現，雄魚會守護卵直到孵化，生活習性不明。